# ويزلي جونسون
ويزلي جونسون (بالإنجليزية: Wesley Johnson)‏ هو لاعب كرة قدم أمريكية أمريكي، ولد في 9 يناير 1991 في ناشفيل في الولايات المتحدة.

## وصلات خارجية
- ويزلي جونسون على موقع مرجع كرة القدم المحترفة.كوم (الإنجليزية)